# Volodarszkiji járás

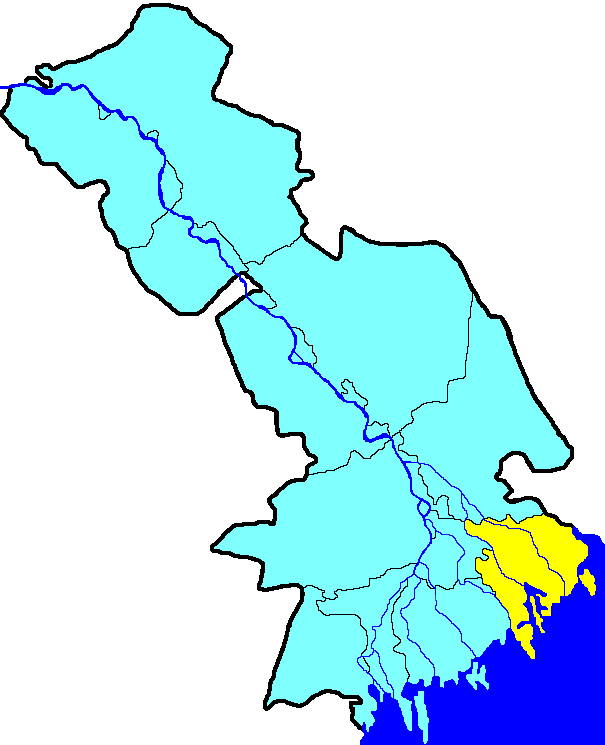
A Volodarszkiji járás az Asztraháni területen

A Volodarszkiji járás (oroszul Володарский муниципальный район) Oroszország egyik járása az Asztraháni területen. Székhelye Volodarszkij.

## Népesség
- 1989-ben 46 638 lakosa volt.
- 2002-ben 47 351 lakosa volt.
- 2010-ben 47 825 lakosa volt, melyből 32 546 kazah, 13 705 orosz, 737 tatár, 65 üzbég, 64 nogaj, 54 ukrán, 50 avar, 46 azeri, 44 csecsen, 20 dargin, 20 kalmük, 15 koreai, 14 tadzsik, 11 kirgiz, 11 német, 11 tabaszaran, 11 türkmén, 10 csuvas, 10 grúz, 10 lezg stb.